# Etničke grupe Hrvatske
Etničke grupe Hrvatske: UN Country Population (2007) 4,555.000. Blizu 30 naroda.
- Albanci 15.000
- Angloamerikanci 200
- Austrijanci 300
- Bošnjaci 21.000
- Britanci 900
- Bugari 300
- Crnogorci 5.100
- Hrvati 3,986.000
- Česi 11.000
- Ćiribirci 600
- Francuzi 80
- Furlani 11.000
- Goran(c)i 400
- Grci 500
- Mađari 17.000
- Makedonci 3600
- Nijemci 3000
- Poljaci 600
- Romi... nekoliko skupina
- Rumunji 500
- Rusi 900
- Rusini 2400
- Slovaci 5000
- Slovenci 14.000
- Srbi 207.000
- Talijani 8800
- Turci 300
- Ukrajinci 2000
- Židovi 500

## Vanjske poveznice
- (engl.) Croatia
- (engl.) DVHH  Arhivirana inačica izvorne stranice od 20. studenoga 2008. (Wayback Machine) Emigration From Somogy County to Slavonia & the United States 1860-1914